# Peter J. Wagner
Peter J. Wagner (* 27. September 1964) ist ein US-amerikanischer Paläontologe und Geologe.
Wagner studierte an der University of Michigan mit dem Bachelor-Abschluss (B.S.) 1986 und der Michigan State University (B.S. 1989, M.S. 1990) und wurde 1995  an der University of Chicago promoviert. Seine Promotionsarbeit hatte den Titel The generation and maintenance of morphologic and phylogenetic diversity among early paleozoic gastropods. Von 1996 bis 2007 war er Kurator am Field Museum of Natural History und danach Kurator für paläozoische Mollusken an der Smithsonian Institution, an der er schon als Post-Doktorand war.
Er befasst sich mit Mollusken des Paläozoikums (Paläobiologie, Systematik, Evolutionäre Dynamik, Morphologie, Paläogeographie).
2004 erhielt er den Charles Schuchert Award.

## Schriften
- Phylogenetic relationships of the earliest anisostrophically coiled astropods. Smithsonian Contributions to Paleobiology, 88. 2002